# Callicebus ornatus
Callicebus ornatus är en däggdjursart som först beskrevs av Gray 1866.  Callicebus ornatus ingår i släktet springapor och familjen Pitheciidae. IUCN kategoriserar arten globalt som sårbar. Inga underarter finns listade.
Vuxna exemplar är 30,4 till 36 cm långa (huvud och bål), har en 38,3 till 45 cm lång svans och väger i genomsnitt 1170 g. Hannar är lite större än honor. Håren som bildar pälsen på ovansidan och på huvudets topp har mörkbruna och ljusbruna avsnitt och pälsen ser därför spräcklig ut. Kännetecknande är en vit horisontal strimma ovanför ögonen och ett rött skägg över kinderna, hakan och strupen. Även buken och extremiteternas insidor är rödaktiga. Svansen är främst täckt av vitaktig päls. Endast ett kort avsnitt nära bålen är på ovansidan rödaktig.
Denna springapa förekommer i centrala Colombia öster om Anderna. Arten förekommer främst i tropiska regnskogar men även i andra skogar.
Flocken har vanligen upp till 6 medlemmar och består av ett föräldrapar och deras ungar. De rör sig på fyra ben eller hoppande. Reviret är 14 till 18 hektar stort och anspråket visas av paret på morgonen genom höga skrik som liknar en duett. Födans utgörs främst av frukter samt av blad, blommor och insekter.